# 서구 (대구 선거구)
서구는 대한민국의 국회의원 선거구이다. 대구광역시 서구 전역을 관할한다. 현 지역구 국회의원은 국민의힘의 김상훈이다.

## 역사
2000년 대한민국 제16대 국회의원 선거를 앞두고 서구의 인구가 갑소해 서구 갑 선거구와 서구 을 선거구가 통합되면서 신설되었다.

## 관할 구역
| 대수      | 관할 구역 |
| --------- | --------- |
| 16대~현재 | 서구 일원 |

## 역대 국회의원
| 선거   | 정당 | 정당       | 의원   |
| ------ | ---- | ---------- | ------ |
| 2000년 |      | 한나라당   | 강재섭 |
| 2004년 |      | 한나라당   | 강재섭 |
| 2008년 |      | 친박연대   | 홍사덕 |
| 2012년 |      | 새누리당   | 김상훈 |
| 2016년 |      | 새누리당   | 김상훈 |
| 2020년 |      | 미래통합당 | 김상훈 |
| 2024년 |      | 국민의힘   | 김상훈 |

## 역대 선거 결과

### 대한민국 제16대 국회의원 선거
|  | 62.03% |

|  | 16.26% |

|  | 7.20% |

|  | 6.78% |

|  | 4.04% |

|  | 3.66% |

### 대한민국 제17대 국회의원 선거
|  | 56.11% |

|  | 28.20% |

|  | 9.01% |

|  | 4.21% |

|  | 1.86% |

|  | 0.57% |

### 대한민국 제18대 국회의원 선거
|  | 61.77% |

|  | 32.71% |

|  | 4.12% |

|  | 1.37% |

### 대한민국 제19대 국회의원 선거
|  | 59.97% |

|  | 20.85% |

|  | 10.06% |

|  | 5.59% |

|  | 1.69% |

|  | 1.08% |

|  | 0.72% |

### 대한민국 제20대 국회의원 선거
|  | 58.21% |

|  | 31.47% |

|  | 10.30% |

### 대한민국 제21대 국회의원 선거
|  | 67.43% |

|  | 17.80% |

|  | 9.53% |

|  | 4.36% |

|  | 0.84% |

### 대한민국 제22대 국회의원 선거
|  | 72.02% |

|  | 27.97% |